# Jeżów Sudecki
Jeżów Sudecki (Grunau fino al 1945) è un comune rurale polacco del distretto di Jelenia Góra, nel voivodato della Bassa Slesia.
Ricopre una superficie di 94,38 km² e nel 2004 contava 6 162 abitanti.